# Соколовиці (Великопольське воєводство)
Соколовиці (пол. Sokołowice) — село в Польщі, у гміні Пшемент Вольштинського повіту Великопольського воєводства.
Населення — 69 осіб (2011).
У 1975-1998 роках село належало до Лешненського воєводства.

## Демографія
Демографічна структура станом на 31 березня 2011 року:
|          | Загалом | Допрацездатний вік | Працездатний вік | Постпрацездатний вік |
| -------- | ------- | ------------------ | ---------------- | -------------------- |
| Чоловіки | 32      | 3                  | 26               | 3                    |
| Жінки    | 37      | 9                  | 17               | 11                   |
| Разом    | 69      | 12                 | 43               | 14                   |